# Douglas (Alabama)
Pour les articles homonymes, voir Douglas.
Douglas est une municipalité américaine située dans le comté de Marshall en Alabama.

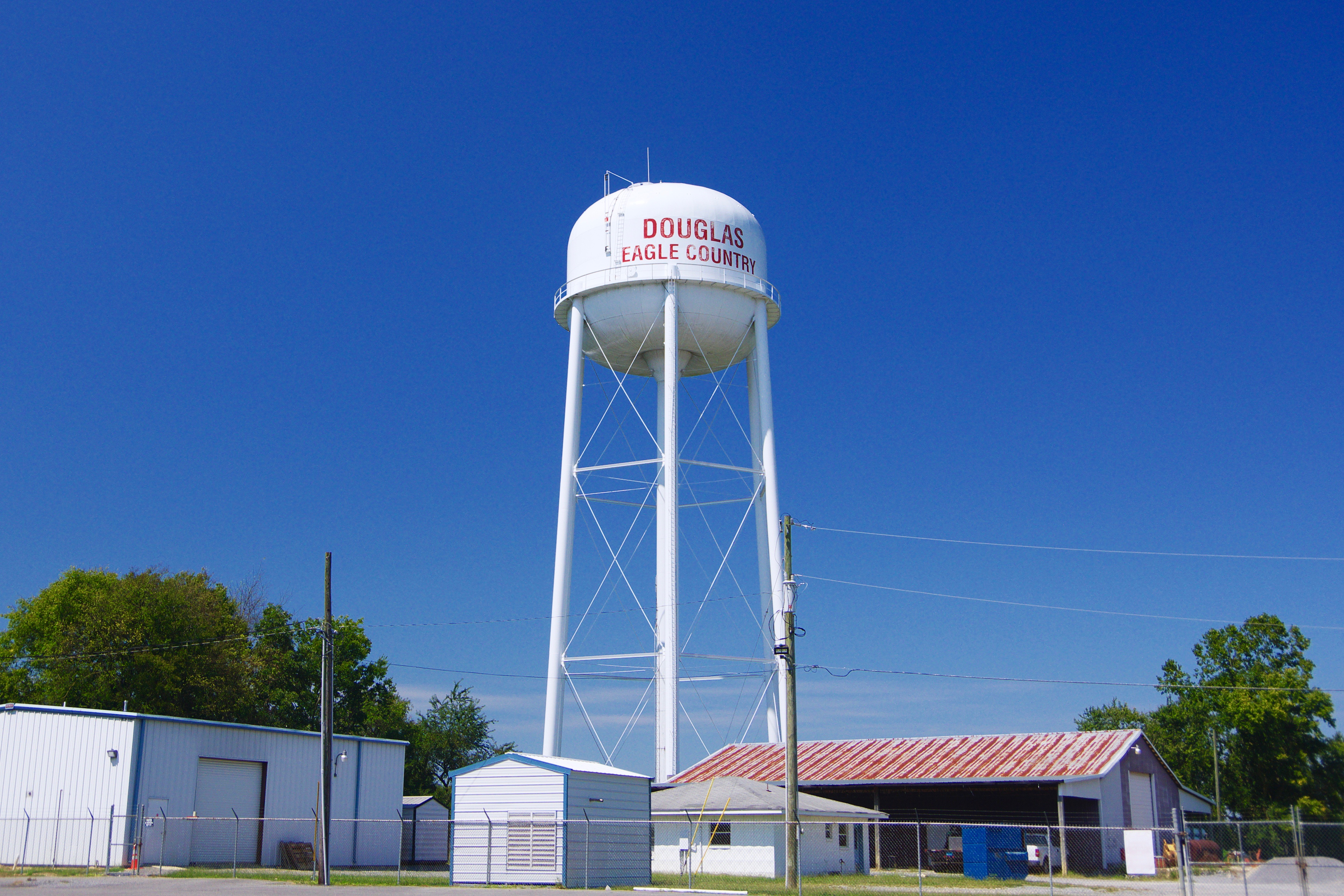
Tour d'eau à Douglas

Selon le recensement de 2010, sa population est de 744 habitants. La municipalité s'étend sur 3,41 milles carrés (8,83 km2).

## Démographie
| 1970 | 1980 | 1990 | 2000 | 2010 |
| ---- | ---- | ---- | ---- | ---- |
| 201  | 199  | 474  | 530  | 744  |